# Sutherlandia frutescens
Канкербос, раковий кущ (Sutherlandia frutescens) — вид рослин родини бобові.

## Назва
Рослина має 25 задокументованих назв у різних мовах. Деякі пов'язані з квітами — «індичковий кущ» (афр. kalkoenbos), «півняча лоза» (афр. hoenderbelletjie), інші з смаком листя — «гіркий кущ» (афр. bitterbos), формою стручків чи медичним застосуванням — «раковий кущ» (афр. kankerbos, англ. cancer bush), «розсіювач темряви» (зулу insiswa), «змінювач» (сетсв. phetola), «спис крові» (сесото lerumo lamadi). Через здатність стручків літати, коли дме вітер, рослину також називають «горох повітряна куля» (англ. balloon pea).

## Будова
Невеликий, до 100 см, кущик з м'якою деревиною. Листя сіро-зелене перисте, має дуже гіркий смак. Через забарвлення листків рослина загалом має сріблястий колір. Яскраво-червоні квіти до 3 см довжини. Цвіте від пізньої весни до середини літа. Запилюється пташками родини нектарницеві. Плід плоский, легкий, майже прозорий, папероподібний стручок, що легко переноситься вітром.

## Поширення та середовище існування
Зростає у посушливих місцях Південної Африки.

## Практичне використання
Використовується для приготування чаю, що полегшує стрес, депресію, тривожність і шлункові проблеми.

## Галерея

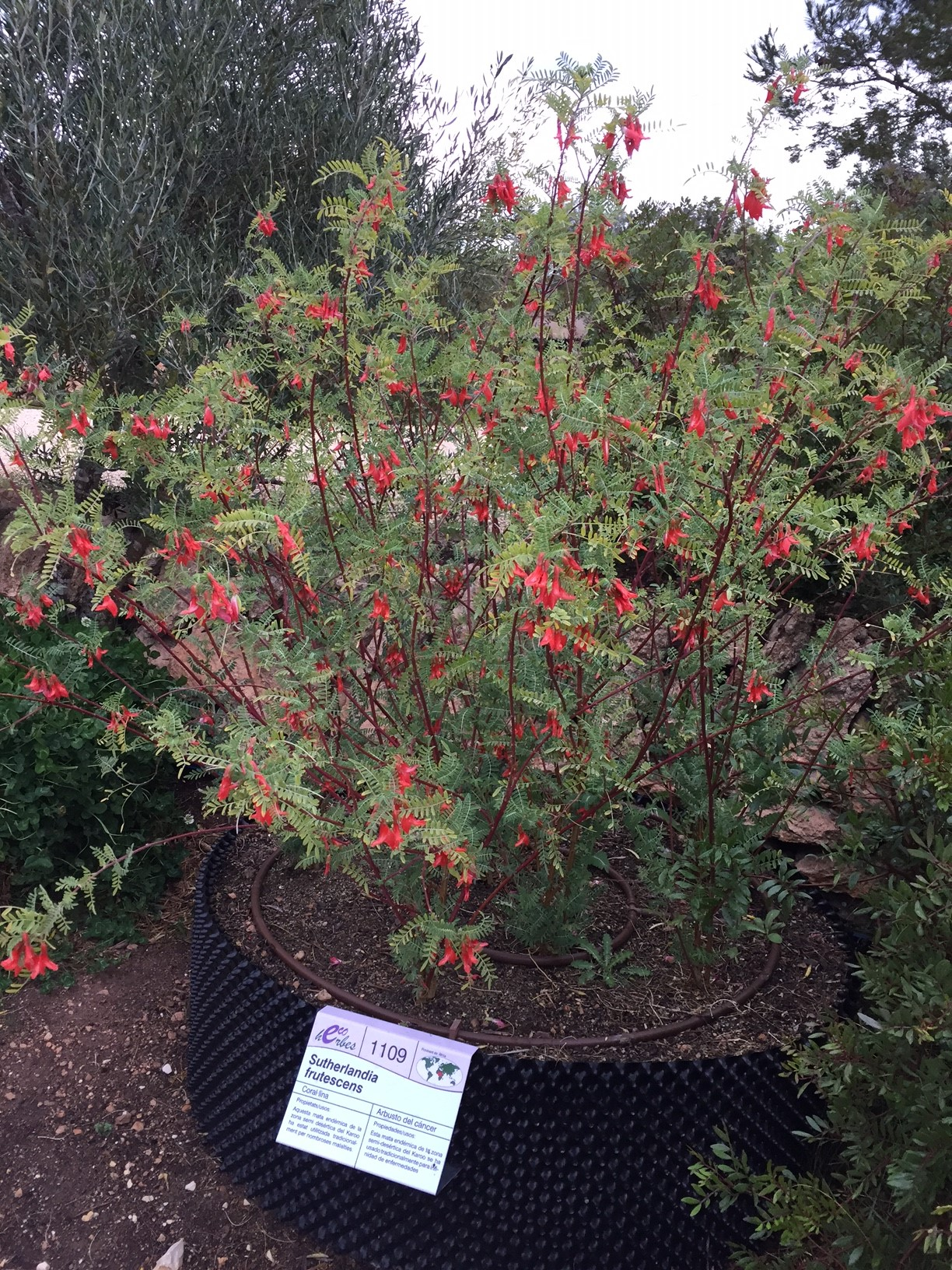
Загальний вид рослини
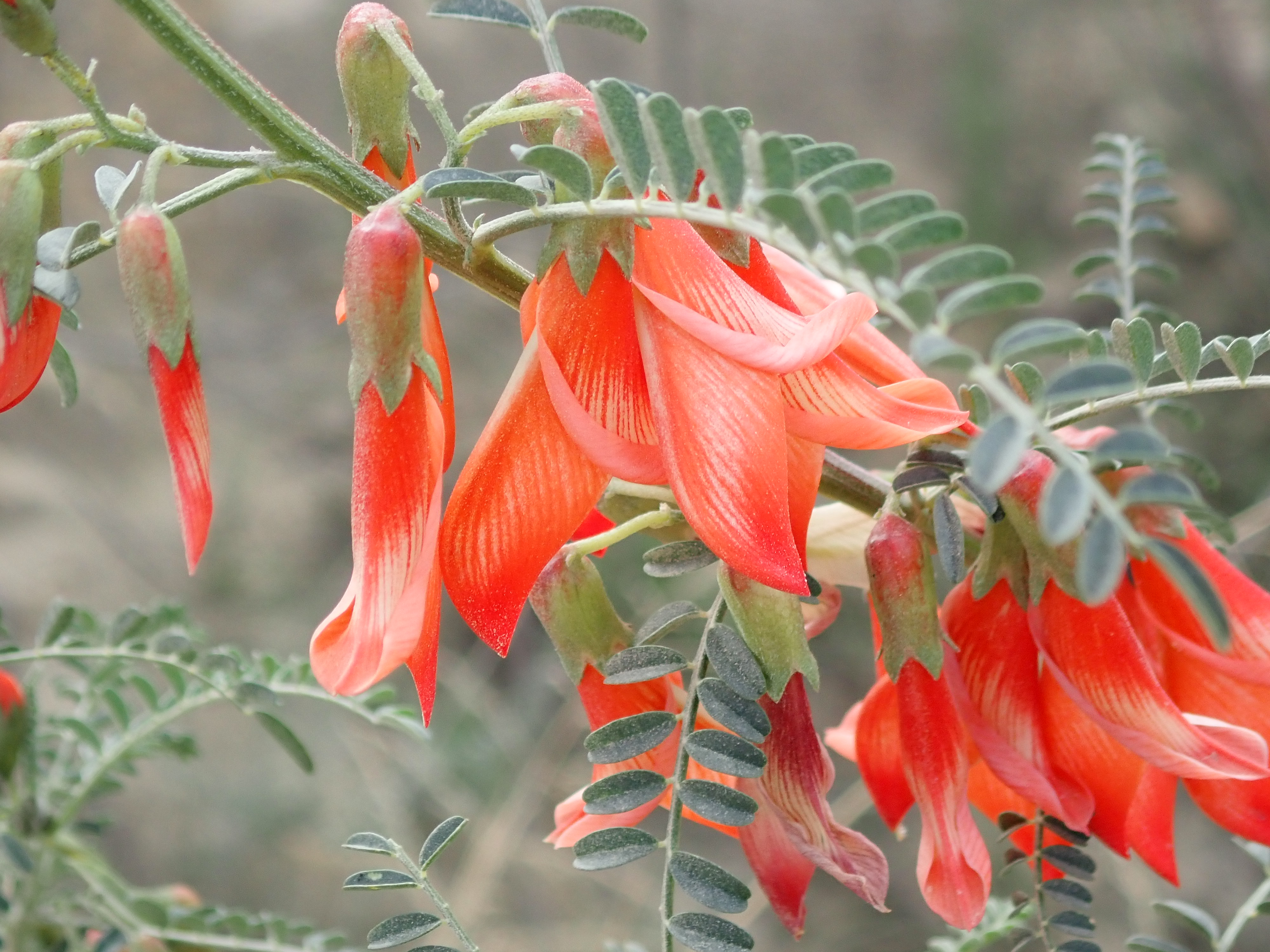
Квіти
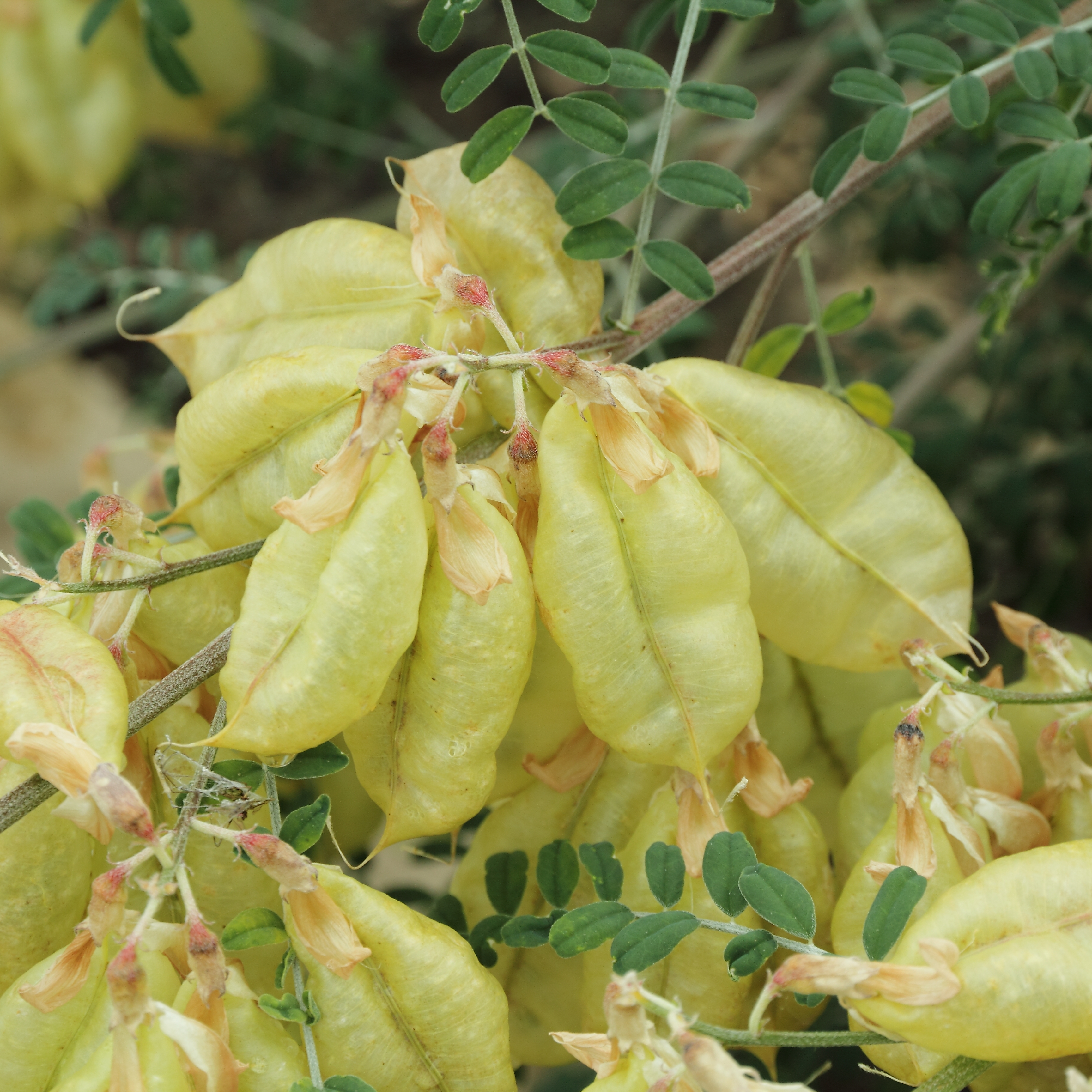
Стручки, що схожі на повітряні кульки